# Музей армянской медицины
Музей армянской медицины (арм. Հայ բժշկության թանգարան), также известный как частная коллекция Арутюна Минасяна — частный музей, открытый в Ереване 18 мая 1999 года.

## История
18 мая 1999 года, в Международный день музеев при поддержке руководства ереванской поликлиники № 11 (ныне медицинский центр Нор-Арабкир) была проведена выставка под названием «Музей армянской медицины», которая освещалась прессой и телевидением. В том же году он был зарегистрирован Министерством культуры как частный музей. Основатель — психиатр Арутюн Минасян, который на протяжении 30 лет собирал медицинские инструменты, книги и архивы (в том числе и скупавший их по объявлениям).
Музей привлекал внимание СМИ Армении и других стран благодаря проводимым выставкам. Традиционно посетителями музея являются пациенты центра Нор-Арабкир и их родственники, студенты медицинских вузов и институтов, историки медицины и гости медицинских учреждений. Количество музейных предметов превышает 30 тысяч, из которых только 5 тысяч находятся непосредственно в экспозиции площадью 30 м². В 2014 году Минасян заявил, что хотел бы перенести все экспонаты в одно большое помещение, чтобы создать «Музей армянской медицины», однако на его призывы предоставить помещение не отвечали ни Министерство культуры, ни Министерство здравоохранения, ни Ереванский государственный медицинский институт. Согласно заявлению того же Минасяна, в прошлом в Армянской ССР действовало несколько медицинских музеев, ни один из которых не продолжил работу до наших дней.

## Экспонаты и выставки
Экспонатами музея являются разные медицинские предметы из меди, глины, стекла, фаянса, металла, дерева, бронзы и камня. Здесь присутствуют старинные сосуды (горшки, кувшины, фляги), разные медицинские инструменты и приспособления, книги, документы, фотографии и портреты. В частности, в экспозицию входят привезенный из Мецамора кувшин возрастом более 5 тысяч лет; глиняные флаконы из Гориса; скелет человека, жившего 5 тысяч лет назад и имевшего патологию черепа (в раскопках села Джраовит в Арташате); старинные медицинские книги; рукописные книги и студенческие тетради известных врачей, фотографии известных врачей и выпускников Ереванского государственного медицинского института, а также материалы, связанные с работой врачей диаспоры (в том числе личные вещи армянских врачей).
Среди экспонатов присутствуют бытовые предметы, использовавшиеся врачами для процедур — утюги, которые раскалялись при проведении прогревания, связанного с лечением нервных заболеваний; мясорубки и ступки для обработки растений и корней при изготовлении лекарств; подручные предметы, использовавшиеся в качестве медицинских инструментов. Также в экспозицию входят медицинские флаконы, старинное оборудование, книги и архивы. В 2010 году в музее была проведена выставка «Армянские врачи — создатели армянской литературы», посвящённая армянскому врачу XII века Мхитару Гераци: в экспонаты вошли 450 книг 145 армянских врачей-писателей, их изображения, инструменты, скульпторы. Также была проведена выставка к 90-летию Ереванского государственного медицинского университета, к 125-летию со дня рождения академика Левона Оганесяна и врача-писателя Рубена Севака.

## Галерея

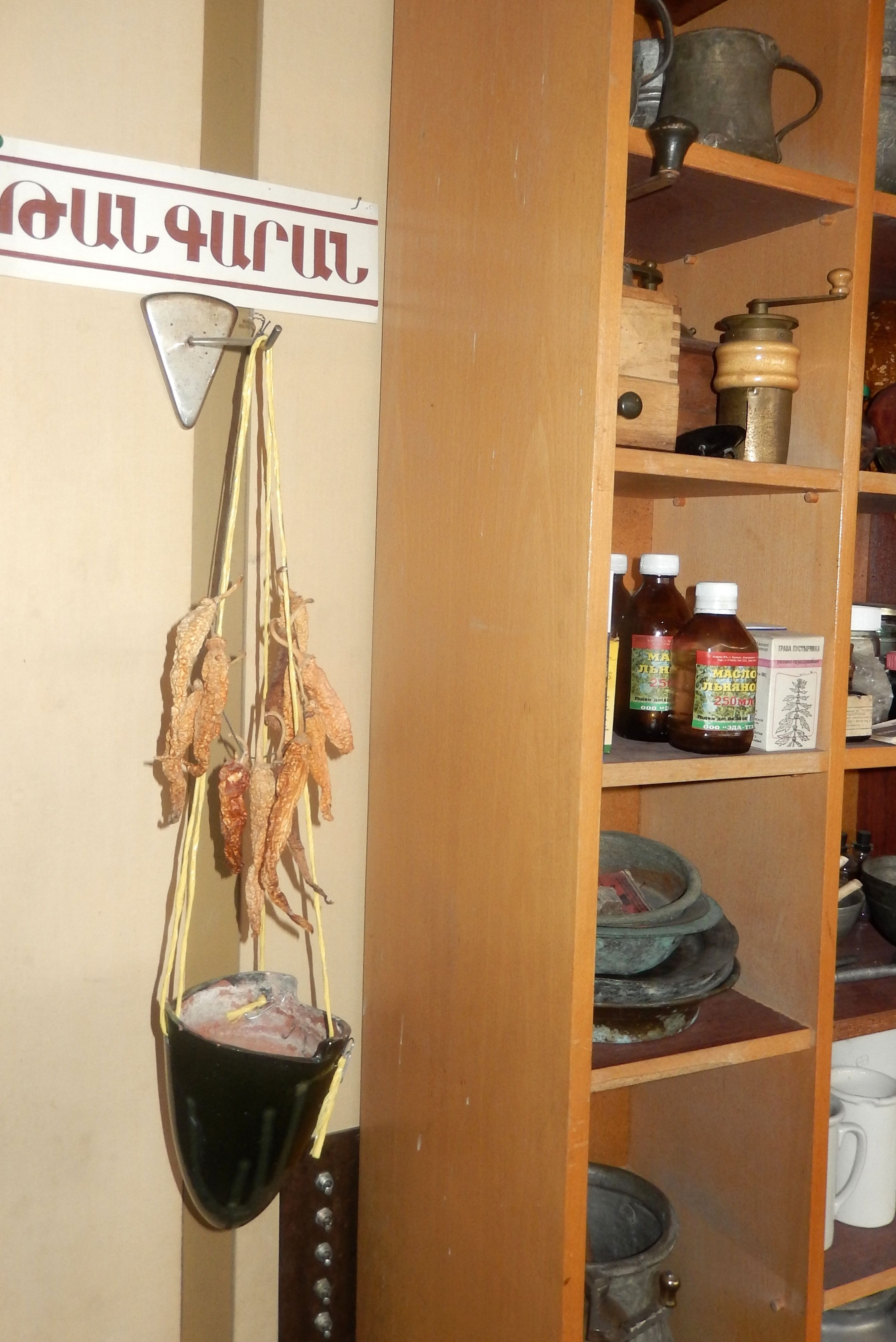
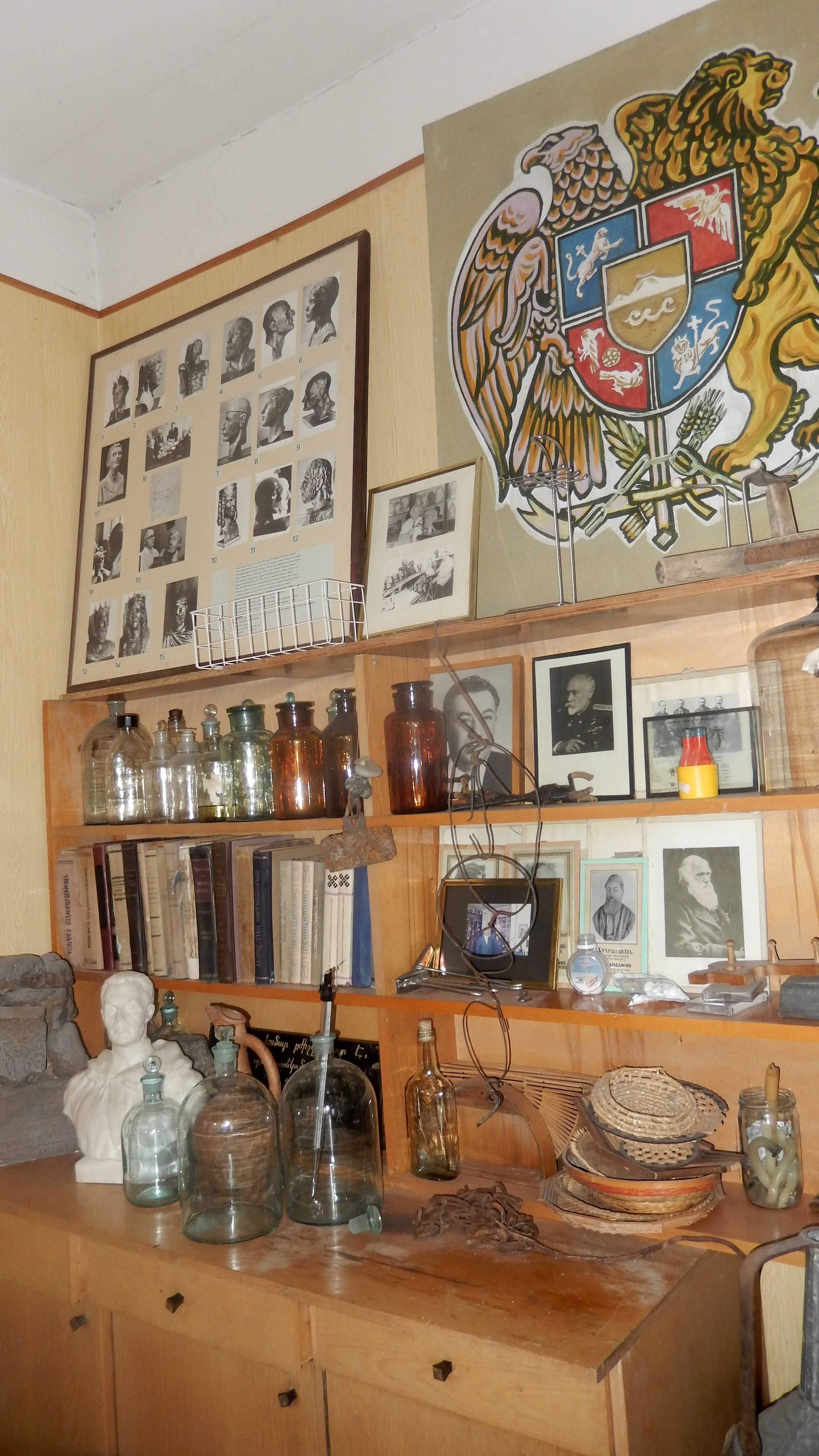
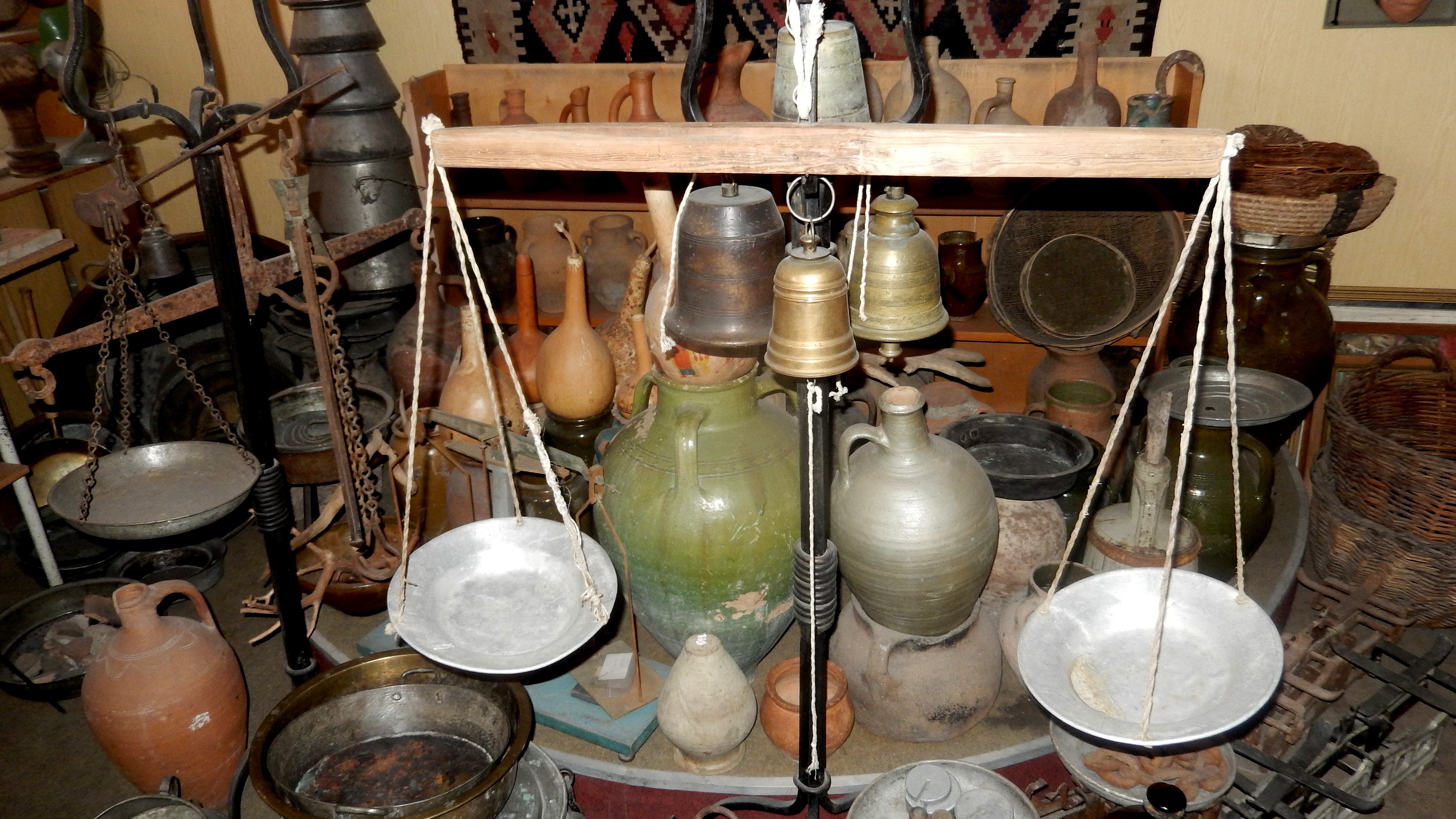
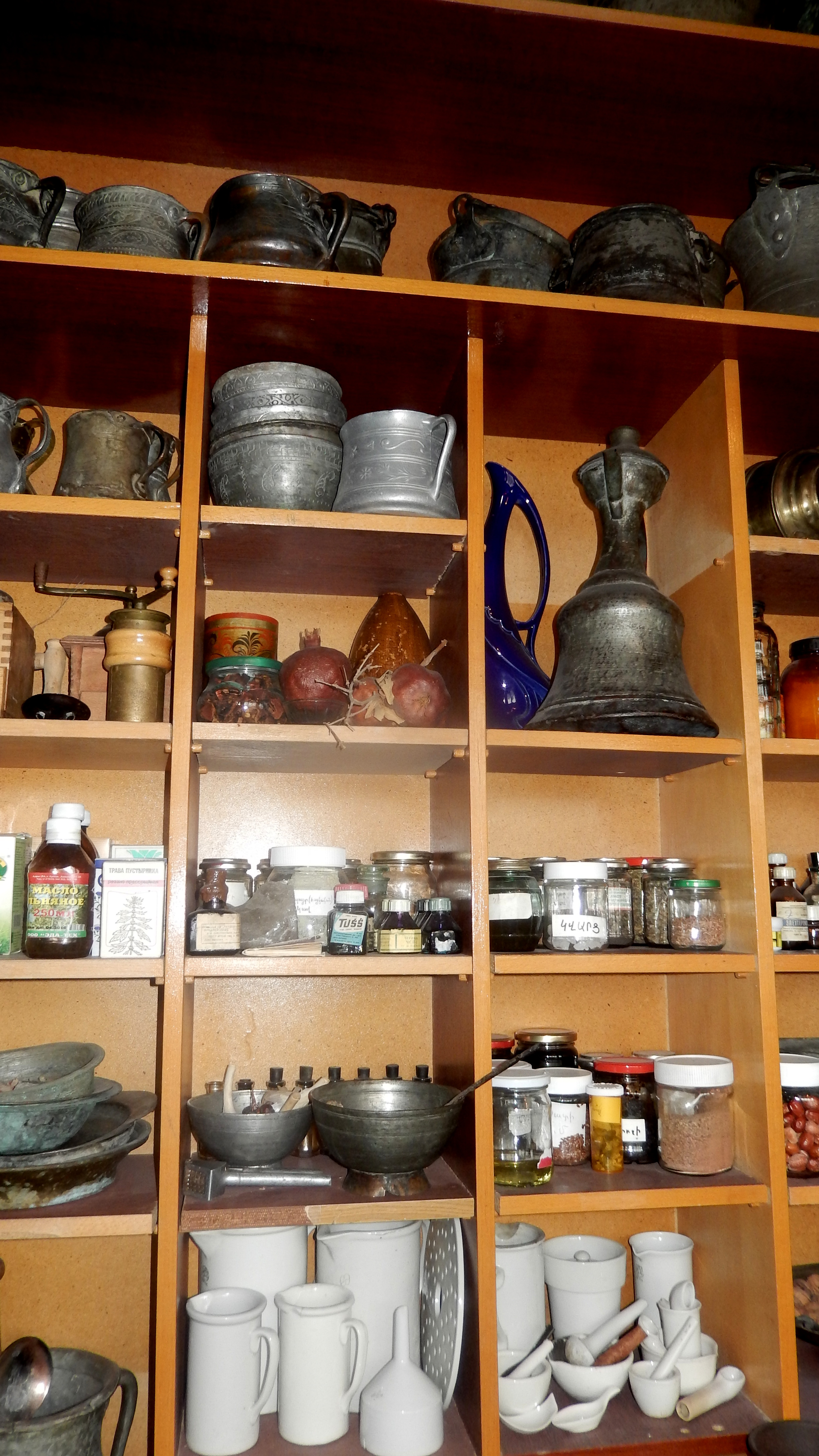
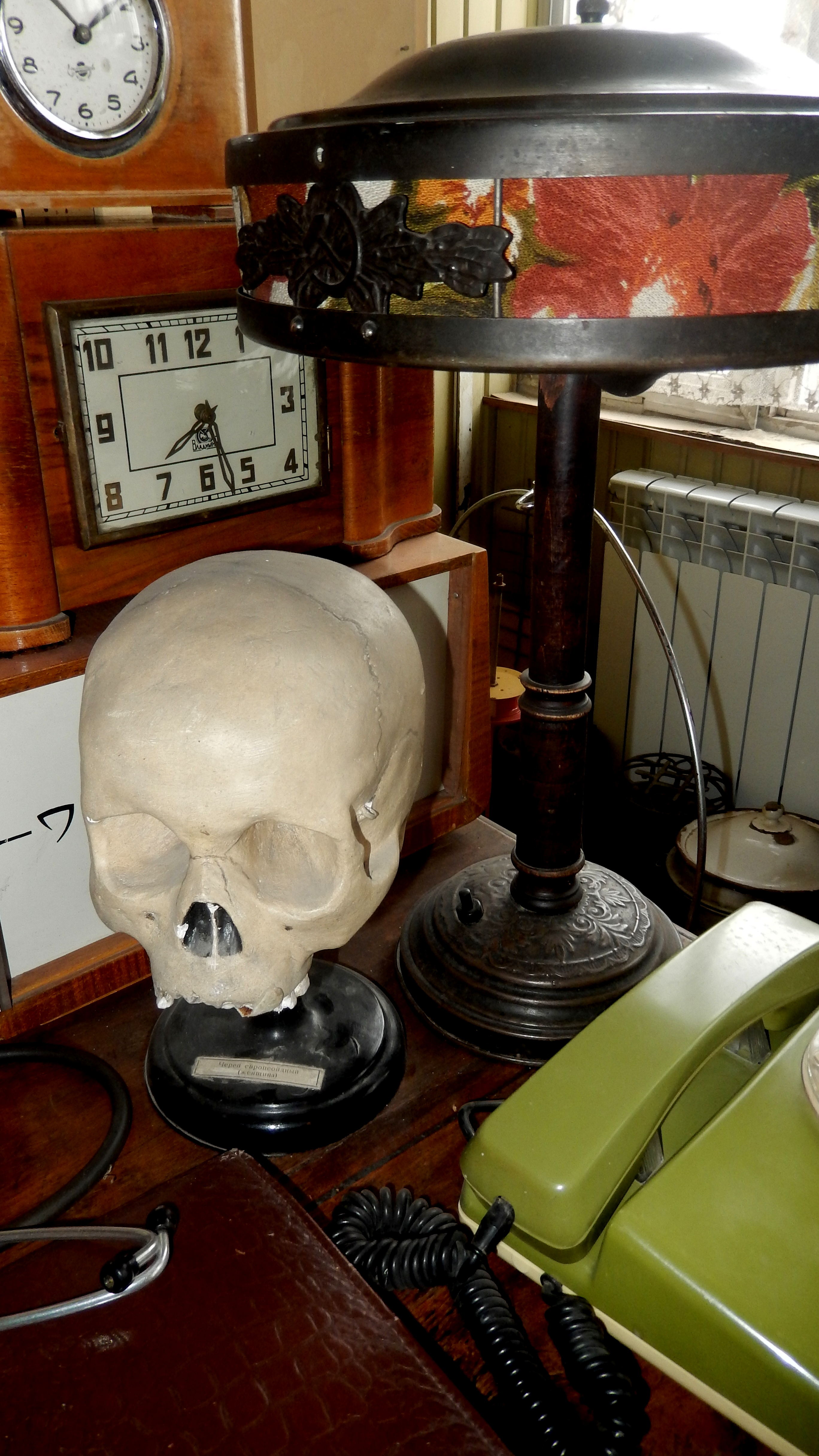
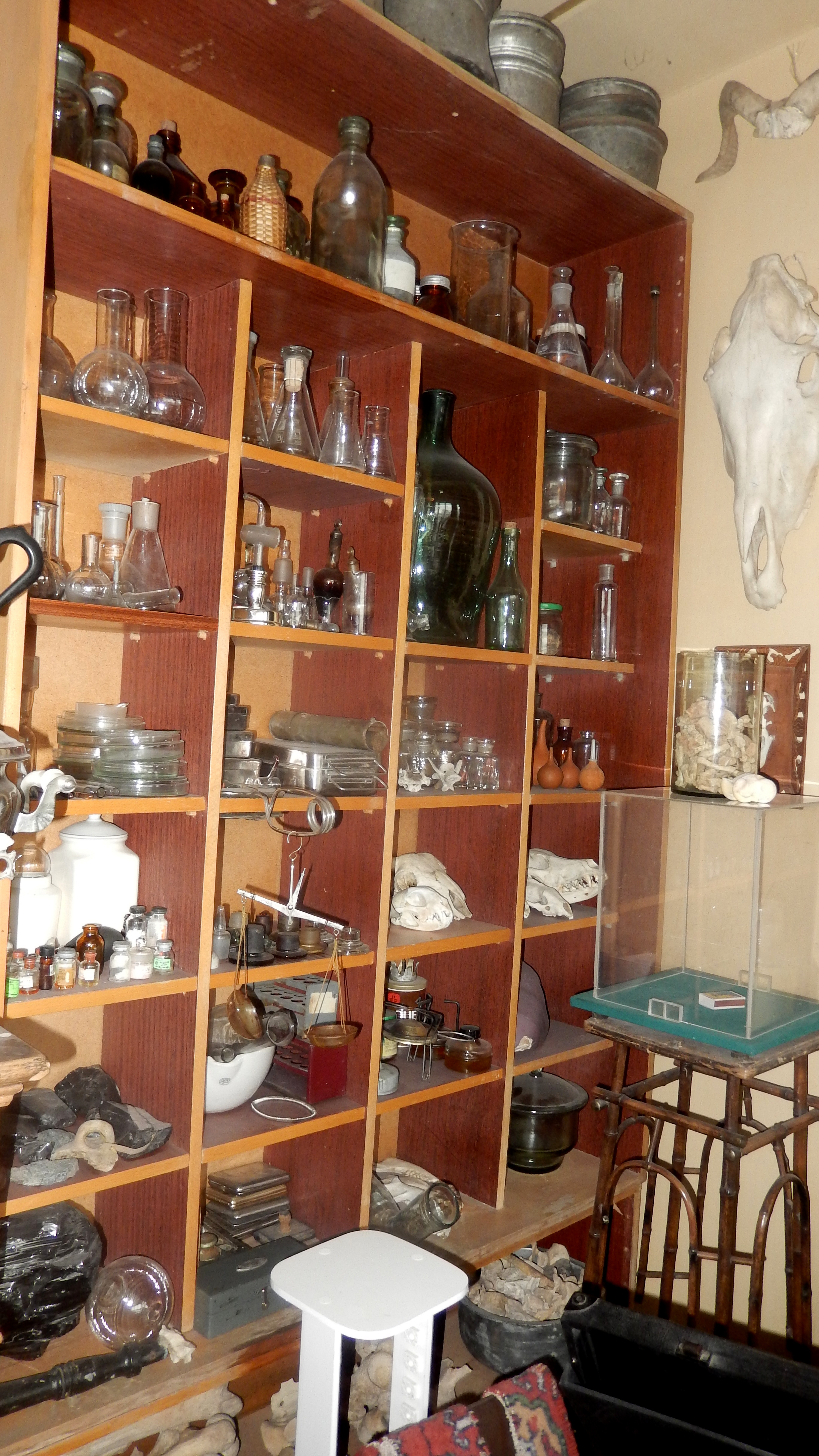
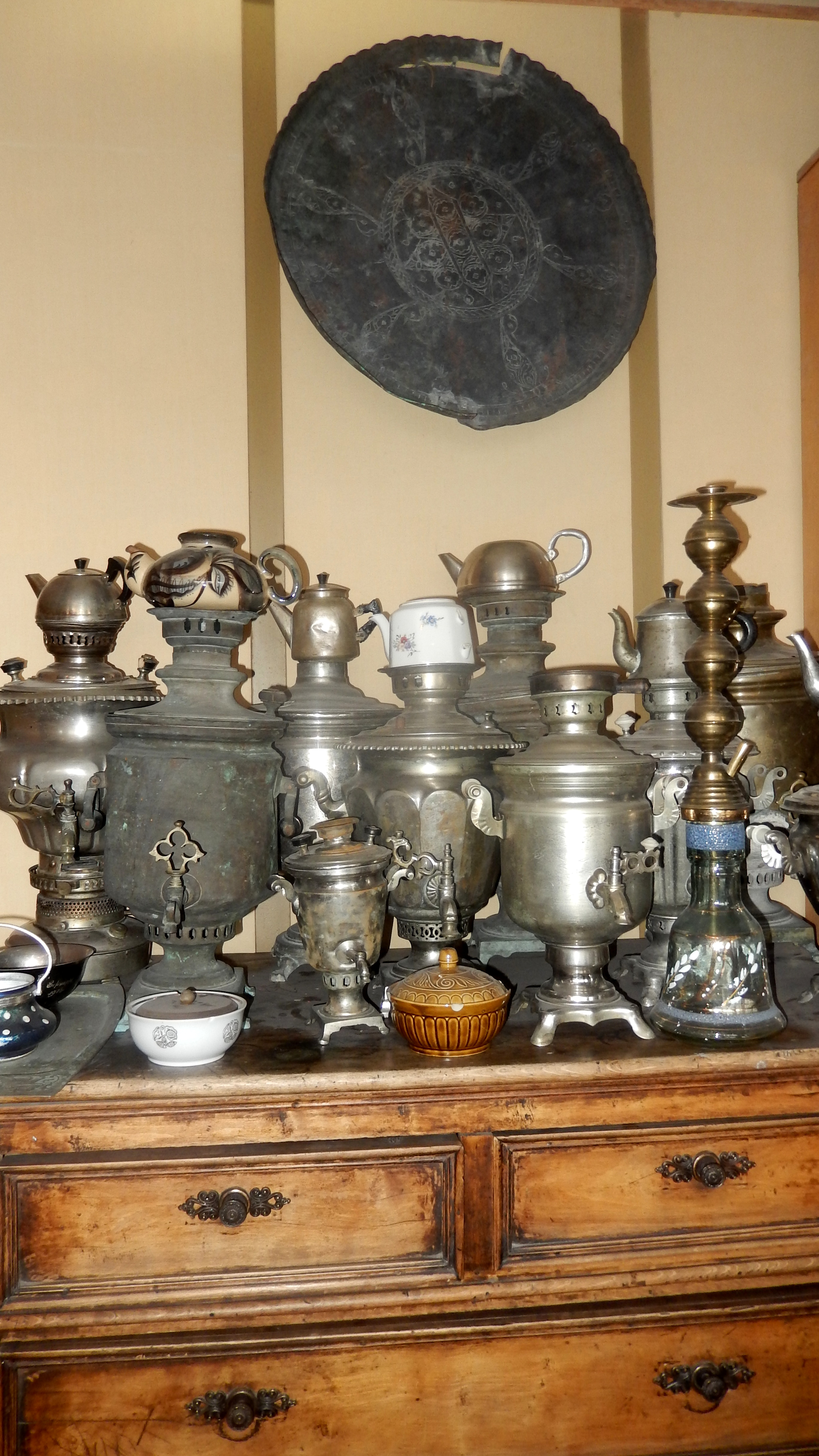
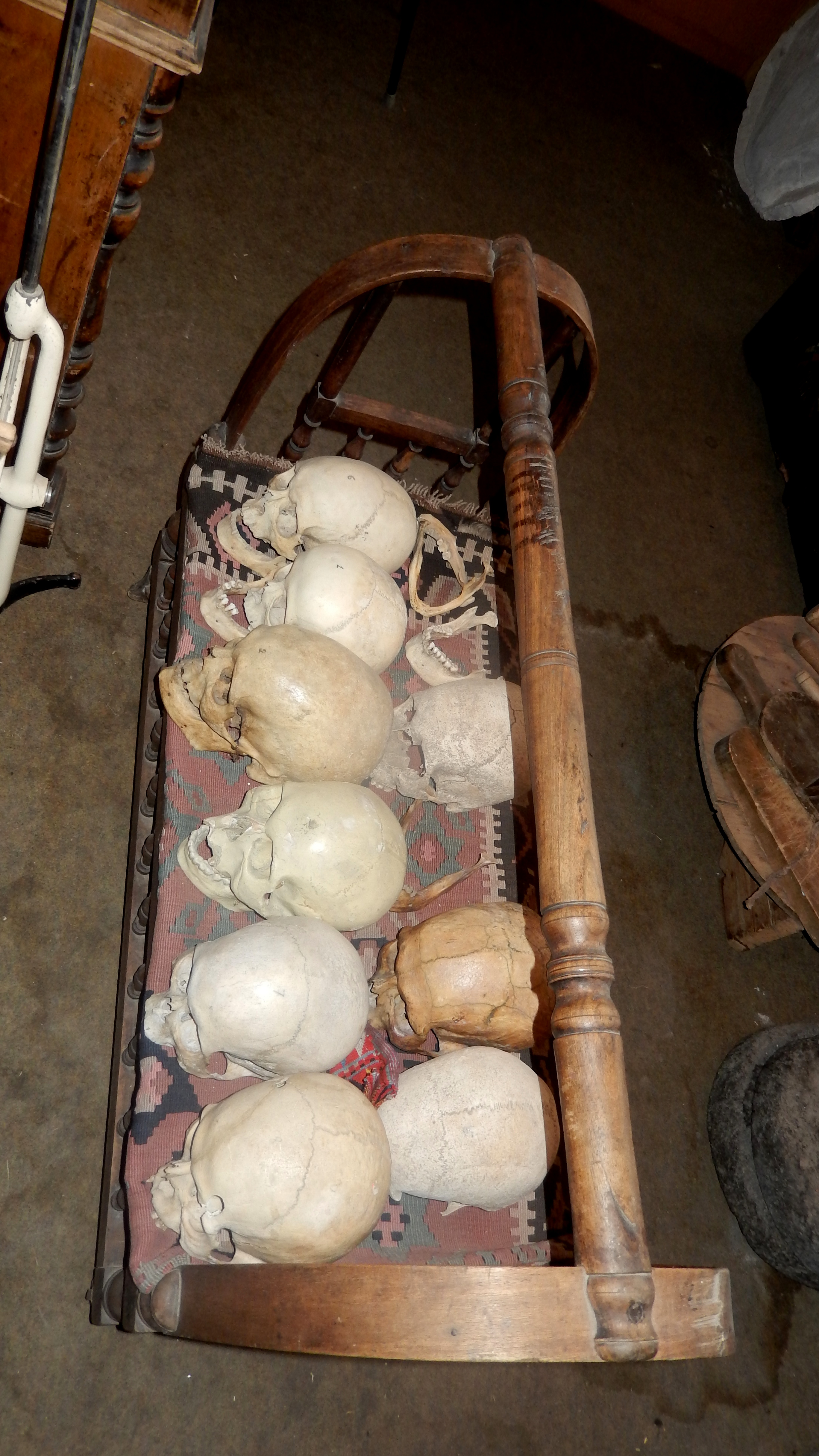
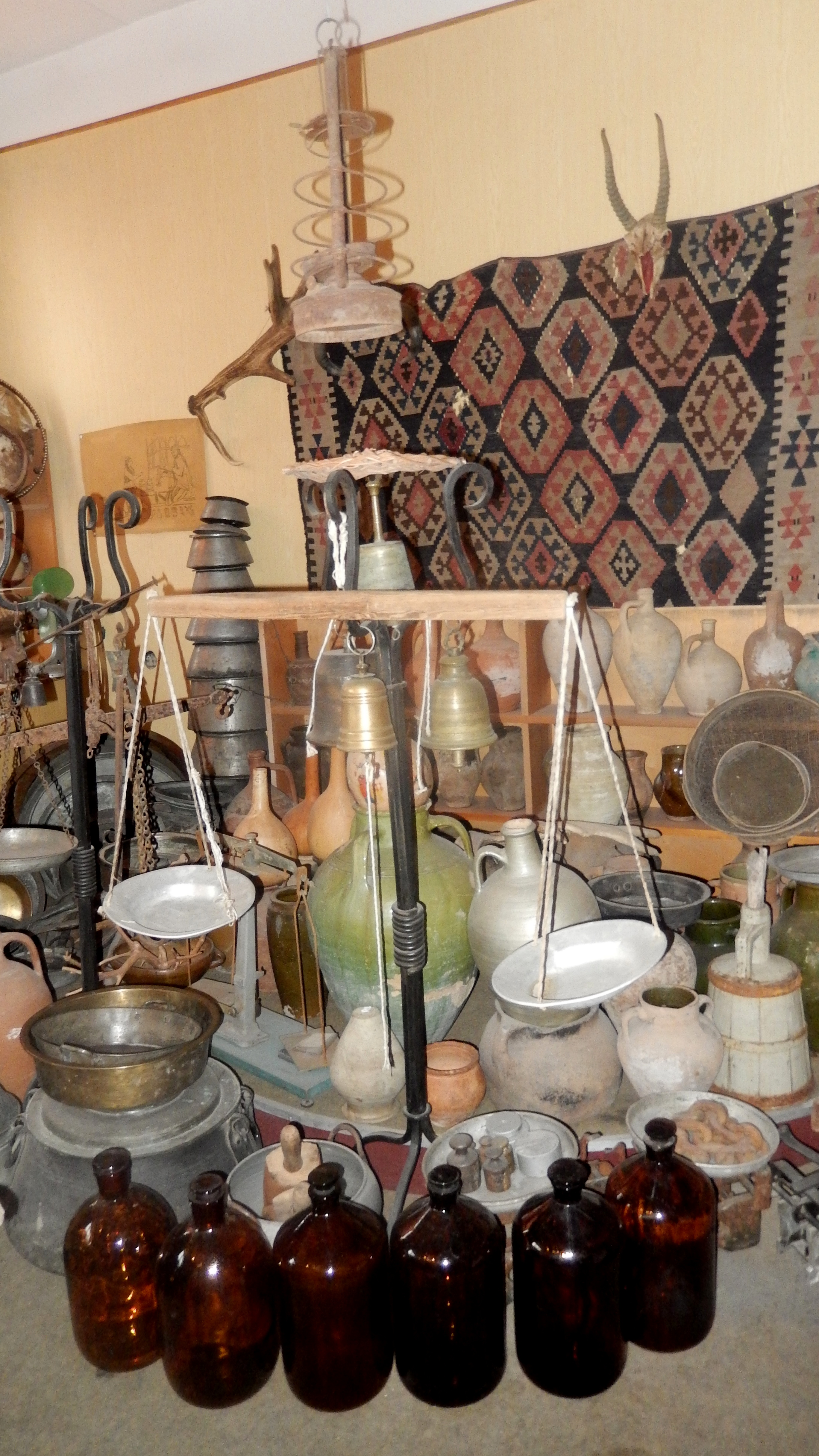